# Keith Edward Bullen
Keith Edward Bullen, novozelandski matematik in geofizik, * 1906, † 1976.
Bullen je najbolj znan po preučevanju globoke skorje zemeljske sredice.